# Ankokuron-ji
Le Myōhōkekyōzan Ankokuron-ji (妙法華経山安国論寺) est un temple bouddhiste de la secte Nichiren Shū situé dans la ville de Kamakura au Japon. C'est l'un d'un groupe de trois construits à proximité du site à Matsubagayatsu (« vallée d'aiguilles de pins » (松葉ヶ谷) où Nichiren, fondateur de la secte bouddhiste qui porte son nom, est censé avoir eu sa cabane.

## Nichiren, Matsubagayatsu and Ankokuron–ji
Kamakura est connu parmi les Bouddhistes pour avoir été au cours du XIIIe siècle le berceau du Bouddhisme de Nichiren. Nichiren, son fondateur n'était pas originaire de la ville puisqu'il est né dans la province d'Awa, l'actuelle préfecture de Chiba, mais il était tout naturel pour un prédicateur de venir à Kamakura, car à cette époque la ville était le centre culturel et politique du pays. Il installe sa cabane dans le quartier Matsubagayatsu où trois temples, (Ankokuron-ji, Myōhō–ji et Chōshō-ji), rivalisent depuis des siècles pour avoir l'honneur de pouvoir se revendiquer seul héritier du maître. Chacun prétend se trouver à l'endroit même où était sa cabane, mais aucun ne peut prouver ses allégations. Le Shinpen Kamakurashi, un guide de Kamakura commandé par Tokugawa Mitsukuni en 1685, mentionne déjà une relation tendue entre Myōhō–ji et Chōshō-ji. Quoi qu'il en soit, lorsque les deux temples sont finalement allés en justice, le tribunal du shogunat a émis en 1787 un jugement accordant à Myōhō–ji le droit de revendiquer être le lieu où Nichiren avait son ermitage. Il semble qu'Ankokuron-ji n'a pas participé au procès parce que la position officielle du gouvernement était que Nichiren y avait d'abord sa cabane quand il est arrivé à Kamakura, mais qu'il en a construit une autre près de Myoho-ji après son retour d'exil d'Izu en 1263.
Ankokuron-ji tient son nom du Risshō Ankoku Ron (立正安国論), premier traité majeur de Nichiren et la source de la première de ses trois persécutions. À cause de ce texte, il a failli être exécuté, a été gracié et banni à Sado. L'essai aurait été réellement écrit dans la petite grotte visible à la droite de l'entrée du temple. Le stèle noire érigée en 1939 par le Kamakura Seinendan et qui se trouve en face de la porte du temple en célèbre le souvenir :

« En 1253, Nichiren est arrivé à Kamakura en provenance de Kominato dans la province d'Awa (Chiba) (actuelle préfecture de Chiba), s'y est installé et a commencé à scander le Sūtra du Lotus. C'est l'endroit où plus tard, pendant trois ans à compter de 1257, il a écrit son essai Rissho Ankoku Ron dans une grotte. »

## Caractéristiques du temple

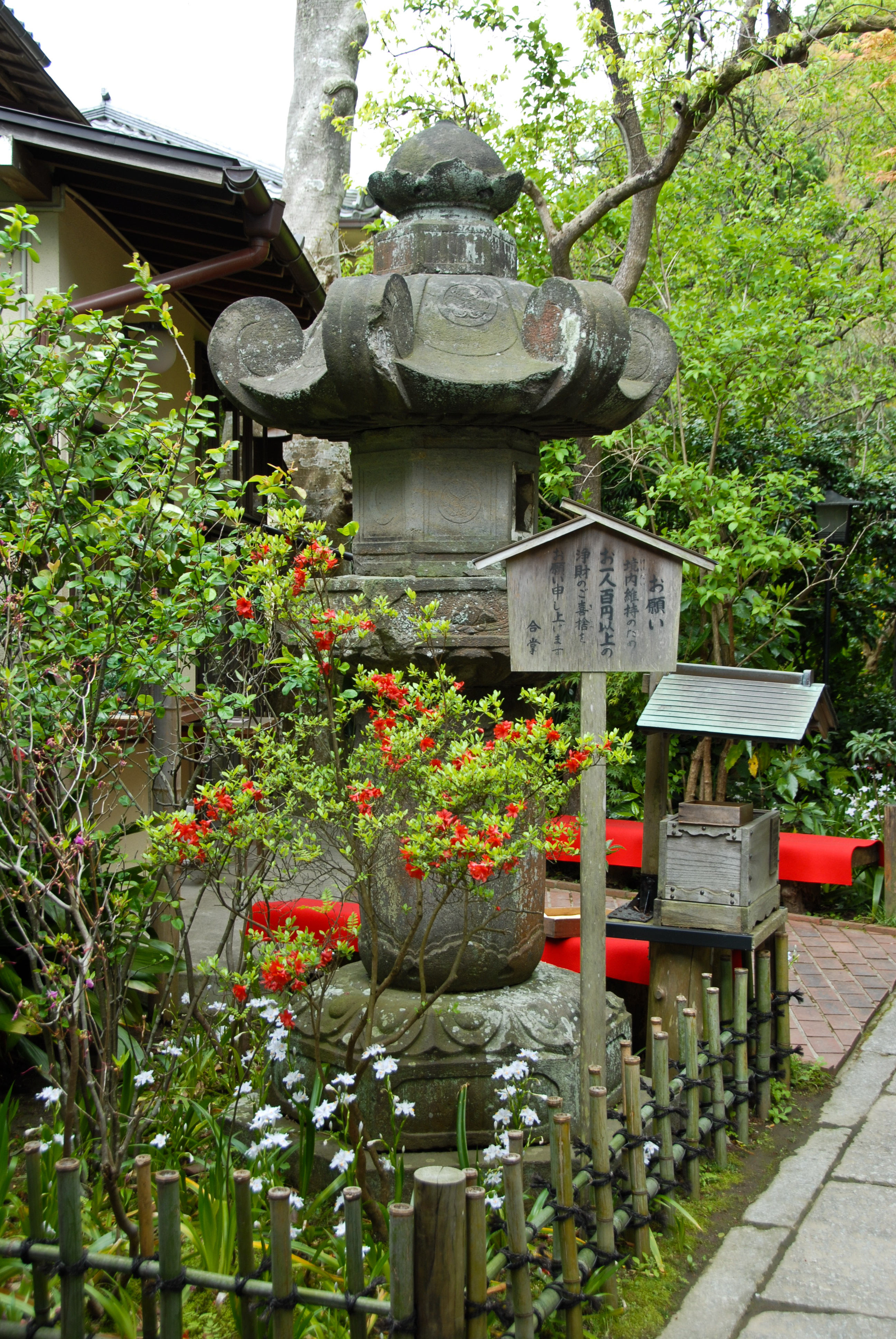
Une des lanternes de pierre apportées de Zōjō-ji, à Tokyo

Les lanternes de pierre près de la porte ont été amenés ici du Zōjō-ji de Tokyo, un des deux temples funéraires des Tokugawa. À leur droite se trouve ce qu'on appelle Goshoan (御 小 庵, « petit ermitage »),  construit à l'endroit où Nichiren a écrit le Rissho Ankoku Ron. Le vieil arbre en face aurait été planté par Nichiren lui-même, qui avait amené le jeune plant de Chiba. Plus loin se trouve le bâtiment principal, reconstruit en 1963 après avoir été détruit par un incendie.
Au-delà de celui-ci, dans le cimetière, se trouve le pavillon funéraire de Nichiro qui contient ses cendres. Nichiro était l'un des meilleurs disciples de Nichiren, et il a choisi d'être incinéré et enterré ici.
Au-dessus, la Nanmenkutsu (南面 窟, grotte face au sud) est le lieu où Nichiren est supposé s'être caché en 1260 lorsque les attaquants ont brûlé sa hutte. La statue d'un singe blanc qu'elle contient commémore son salut entre les mains de l'animal qui le conduisit en sécurité et le nourrit. Le singe blanc est un serviteur du gongen Sannō, un kami qui selon la théorie honji suijaku est une manifestation du dieu bouddhiste Taishakuten.
Après le chemin de montagne au-delà de la grotte on arrive d'abord sur une crête au-dessus de l'entrée, à la cloche de la paix, puis à l'endroit où Nichiren allait tous les jours contempler le mont Fuji, le Fujimidai. De là sont visibles, à côté du volcan, la ville de Kamakura, sa plage, et Hakone.
En descendant les escaliers de pierre, le visiteur retourne à l'entrée, où se trouve le Kumaō Daizenjin Sonden (熊王大善神尊殿) (un sanctuaire Inari où est vénéré un samouraï qui a servi Nichiren),.